# بروسار (كيبك)
بروسار، كيبك (بالإنجليزية: Brossard)‏ هي مدينة كندية تقع في مقاطعة كيبك. تبلغ مساحة هذه المدينة 45.197 (كم²)، ويبلغ عدد سكانها 71154 نسمة حسب إحصاء سنة 2006 م، بينما كان يسكنها 65026 نسمة في سنة 2001 م. تحتل هذه المدينة المرتبة رقم 72 بين مدن كندا حسب عدد السكان والمرتبة رقم 13 في المقاطعة. النمو سكاني في هذه المدينة يقدر بـ(9.4).

## السكان
بلغ عدد سكانها 71,154 نسمة حسب التعداد العام للسكان عام 2006.

## أعلام
- دانيال غرينير
- ستيفاني لابوينت
- جولييت هيوت

## وصلات خارجية
- Ville de Brossard/City of Brossard (بالفرنسية)/(بالإنجليزية)
  - Pages en arabe/Arabic pages (بالعربية) (Archive)